# Maxus G70
Maxus G70 — минивэн, выпускающийся подразделением Maxus компании SAIC с 2023 года. 

## Описание
Впервые G70 был представлен в Гуанчжоу в 2023 году наряду с электромобилем Mifa 7. В иерархии автомобиль занимает промежуток между Maxus G50 и Maxus G90.

## Mifa 7
Maxus Mifa 7 является электромобилем на базе G70. В иерархии занимает промежуток между Maxus Mifa 5 и Maxus Mifa 9.

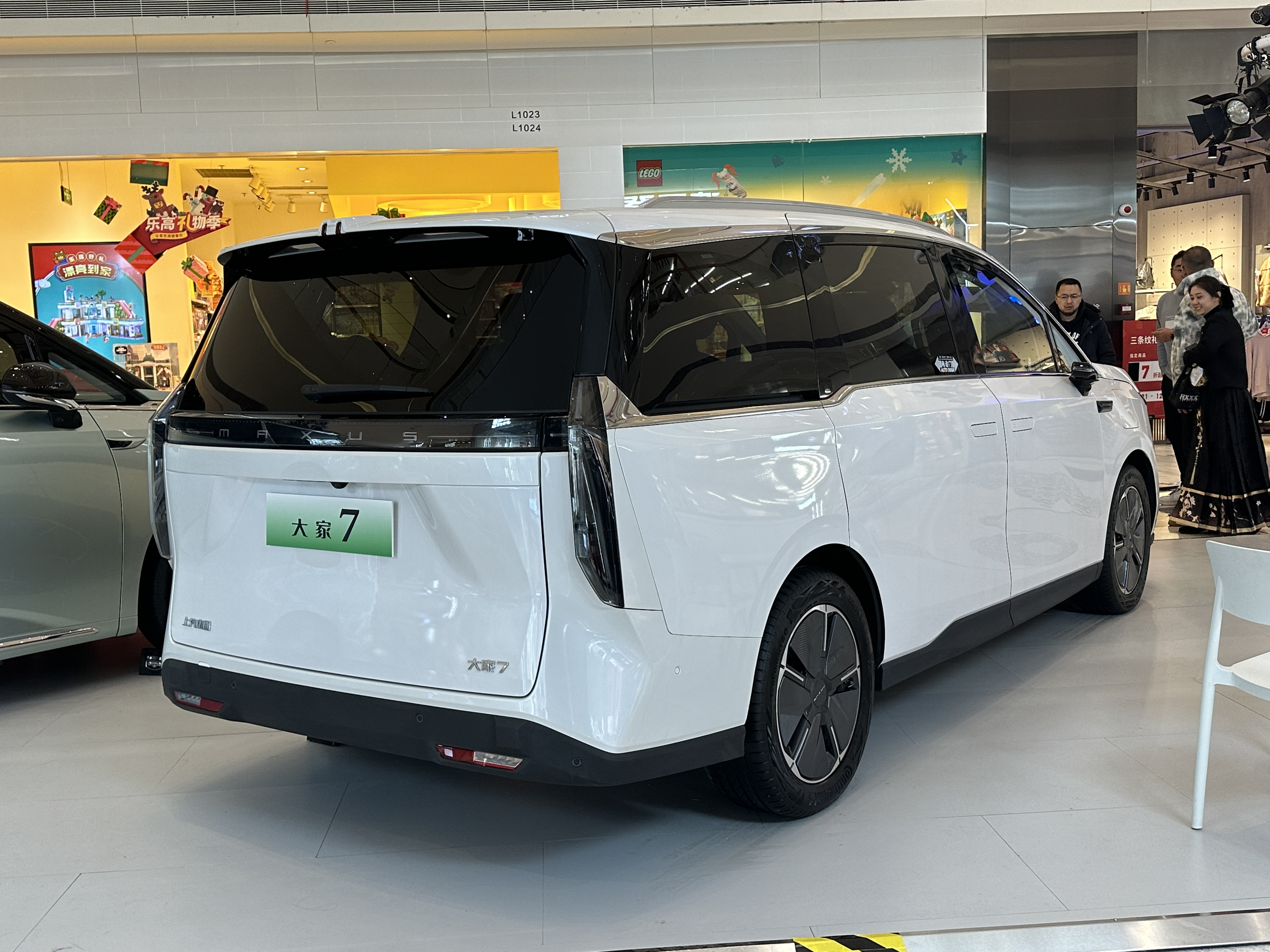
Maxus Mifa 7